# كيلتسي (إستونيا)
كيلتسي هي بلدة صغيرة في أبرشية فايكي ماريا في مقاطعة لين فيرو في شمال شرق إستونيا.
في نهاية القرن الخامس عشر أنشأ فرسان تيوتون القلعة التي أصبحت فيما بعد جزءًا من قلعة أكبر. دمرتها النيران في عام 1588 ولم يعاد بناؤها حتى عام 1789 حيث بنيت كمنزل مانور كلاسيكي، اليوم هي كيلتسي مانور. 